# شاين روز
شاين روز (بالإنجليزية: Shane Rose)‏ هو فارس أسترالي، ولد في 24 أبريل 1973 في سيدني في أستراليا.

## وصلات خارجية
- شاين روز على موقع الاتحاد الدولي للفروسية (الإنجليزية)
- شاين روز على موقع FEI (رابط بديل) (الإنجليزية)
- شاين روز على موقع أوليمبيديا (الإنجليزية)
- شاين روز على موقع اللجنة الأولمبية الأسترالية (الإنجليزية)